# Weinmannia rollottii
Weinmannia rollottii är en tvåhjärtbladig växtart som beskrevs av Ellsworth Paine Killip. Weinmannia rollottii ingår i släktet Weinmannia och familjen Cunoniaceae. Utöver nominatformen finns också underarten W. r. subvelutina.